# معبد اونجو
معبد اونجو (به ژاپنی: 園城寺)، می-درا (به ژاپنی: 三井寺) یک معبد بودایی در ژاپن است که در کوه هیئی، اتسو، شیگا، استان شیگا قرار دارد.